# 파나마의 로마 가톨릭 교구 목록
파나마의 로마 가톨릭 교구는 1개 관구에 1개 관구장좌 대교구 와 5개 일반교구와 1개 성직자치구로 구성되며 교황직속의 대목구1개가 있다

## 교구

### 파나마 관구(province of Panamá)
- 파나마 관구장좌 대교구( Archdiocese of Panamá)
- 치트레 교구(Diocese of Chitré)
- 콜론-쿠나얄라 교구( Diocese of Colón-Kuna Yala)
- 다비드 교구( Diocese of David)
- 페노노메 교구( Diocese of Penonomé)
- 산티아고데베라구아스 교구( Diocese of Santiago de Veraguas)
- 보카스델토로 성직자치구( Territorial Prelature of Bocas del Toro)

### 교황직속
- 다리엔 대목구(Apostolic Vicariate of Darién)